# Elliott Stein
Elliott Stein, né le 5 décembre 1928 à Bensonhurst (Brooklyn) et mort le 7 novembre 2012 à New York, est un journaliste, écrivain, critique de cinéma, historien du cinéma, scénariste  et amateur d'art américain. 

## Biographie
Elliott Stein, fou du film King Kong qu'il a vu alors qu'il avait cinq ans au Radio City Music Hall de New York, trouve dans le cinéma sa vocation et étudie cette discipline à l'université de New York, dès l'âge de 15 ans, dans les années 1940. Arrivé à Paris en 1948, il fréquente quotidiennement la Cinémathèque française, où il rencontre Jacques Rivette, Edmund White, John Ashbery, Susan Sontag, Ned Rorem, Richard Olney, etc. Il devient le critique cinématographique du Financial Times et de The Village Voice, entre autres. De 1950 à 1951, il dirige la revue littéraire Janus, éditée entre Paris et New York, avec Daniel Mauroc. Il écrit aussi pour la revue Bizarre avec Kenneth Anger et Jean Boullet. 
Revenu à New-York au milieu des années 1960, Elliott Stein écrit des articles sur le cinéma pour The Village Voice, The New York Times, Rolling Stone, Sight and Sound, Film Comment (en), The Financial Times, Opera, etc., et des livres pour des éditeurs comme Criterion.

## Acteur
Elliott Stein a également joué dans plusieurs films : 
- 1965 : Les Cœurs verts d'Édouard Luntz
- 1970 : Bizarre (ou Secrets of Sex) (et scénario)
- 1973 : Le Grabuge
- 1977 : Les Apprentis sorciers
- 2005 : Interview with Elliott Stein (doc.)

## Œuvre littéraire
- Livret d'opéra pour le premier opéra de Ned Rorem, A Childhood Miracle
- Collaboration à l'écriture de Hollywood Babylone, livre de Kenneth Anger (édition Lo Duca et Jean-Jacques Pauvert, 1959).
- Secrets of Sex (1970)
- New York City Inferno, (1978)
- Triple Play: Roger Corman, Hollywood's Wild Angel (1980)